# Shaun Murphy
Shaun Murphy (n. 10 august 1982, Harlow, Anglia, Regatul Unit) este un jucător englez de snooker.
În 2005 a ajuns în finala Campionatului Mondial de snooker, din postura de jucător venit din calificări. L-a învins în finală pe galezul Matthew Stevens cu scorul de 18 - 16, fiind doar al treilea jucător venit din calificări care devenea campion mondial, după Alex Higgins și Terry Griffiths. A realizat breakul maxim de opt ori. Cea mai bună clasare din carieră este locul 3 mondial.
În 2016, la calificările pentru turneul European Masters de la București a realizat breakul maxim de 147 de puncte.

## Finalele carierei

### Turnee de clasament: 26 (12 titluri)
| Legendă                          |
| Campionatul Mondial (1–3)        |
| Campionatul Regatului Unit (1–2) |
| Altele (10–9)                    |

| Rezultat | Nr. | An   | Turneu                           | Adversar în finală | Scor  | Ref.   |
| -------- | --- | ---- | -------------------------------- | ------------------ | ----- | ------ |
| Campion  | 1.  | 2005 | Campionatul Mondial              | Matthew Stevens    | 18–16 | [ 5 ]  |
| Finalist | 1.  | 2006 | Openul Galez                     | Stephen Lee        | 4–9   | [ 6 ]  |
| Campion  | 2.  | 2007 | Cupa Maltei                      | Ryan Day           | 9–4   | [ 7 ]  |
| Finalist | 2.  | 2008 | Openul Chinei                    | Stephen Maguire    | 9–10  | [ 8 ]  |
| Campion  | 3.  | 2008 | Campionatul Regatului Unit       | Marco Fu           | 10–9  | [ 9 ]  |
| Finalist | 3.  | 2009 | Campionatul Mondial              | John Higgins       | 9–18  | [ 5 ]  |
| Campion  | 4.  | 2011 | Finala Players Tour Championship | Martin Gould       | 4–0   | [ 10 ] |
| Finalist | 4.  | 2012 | Campionatul Regatului Unit       | Mark Selby         | 6–10  | [ 11 ] |
| Campion  | 5.  | 2014 | Openul Mondial                   | Mark Selby         | 10–6  | [ 12 ] |
| Finalist | 5.  | 2015 | Mastersul German                 | Mark Selby         | 7–9   | [ 13 ] |
| Finalist | 6.  | 2015 | Campionatul Mondial (2)          | Stuart Bingham     | 15–18 | [ 14 ] |
| Campion  | 6.  | 2016 | Marele Premiu Mondial            | Stuart Bingham     | 10–9  | [ 15 ] |
| Campion  | 7.  | 2017 | Openul Gibraltarului             | Judd Trump         | 4–2   | [ 16 ] |
| Finalist | 7.  | 2017 | Campionatul Chinei               | Luca Brecel        | 5–10  | [ 17 ] |
| Finalist | 8.  | 2017 | Clasicul Paul Hunter             | Michael White      | 2–4   | [ 18 ] |
| Finalist | 9.  | 2017 | Campionatul Regatului Unit (2)   | Ronnie O'Sullivan  | 5–10  | [ 19 ] |
| Finalist | 10. | 2018 | Players Championship             | Ronnie O'Sullivan  | 4–10  | [ 20 ] |
| Finalist | 11. | 2018 | Openul Scoțian                   | Mark Allen         | 7–9   | [ 21 ] |
| Finalist | 12. | 2019 | Campionatul Internațional        | Judd Trump         | 3–10  | [ 22 ] |
| Campion  | 8.  | 2019 | Campionatul Chinei               | Mark Williams      | 10–9  | [ 23 ] |
| Campion  | 9.  | 2020 | Openul Galez                     | Kyren Wilson       | 9–1   | [ 24 ] |
| Finalist | 13. | 2021 | Campionatul Mondial (3)          | Mark Selby         | 15–18 | [ 25 ] |
| Finalist | 14. | 2023 | Openul Galez (2)                 | Robert Milkins     | 7–9   | [ 26 ] |
| Campion  | 10. | 2023 | Players Championship             | Ali Carter         | 10–4  | [ 27 ] |
| Campion  | 11. | 2023 | Tour Championship                | Kyren Wilson       | 10–7  |        |
| Campion  | 12. | 2023 | Championship League              | Mark Williams      | 3–0   | [ 28 ] |

### Turnee minore: 6 (4 titluri)
| Rezultat | Nr. | An   | Turneu              | Adversar în finală | Scor | Ref.   |
| -------- | --- | ---- | ------------------- | ------------------ | ---- | ------ |
| Campion  | 1.  | 2010 | Brugge Open         | Matthew Couch      | 4–2  | [ 10 ] |
| Finalist | 1.  | 2010 | Ruhr Championship   | John Higgins       | 2–4  | [ 10 ] |
| Campion  | 2.  | 2014 | Gdynia Open         | Fergal O'Brien     | 4–1  | [ 29 ] |
| Campion  | 3.  | 2014 | Bulgarian Open      | Martin Gould       | 4–2  | [ 30 ] |
| Campion  | 4.  | 2014 | Ruhr Open           | Robert Milkins     | 4–0  | [ 31 ] |
| Finalist | 2.  | 2015 | Paul Hunter Classic | Ali Carter         | 3–4  | [ 32 ] |

### Turnee invitaționale: 24 (12 titluri)
| Legendă                     |
| The Masters (2–1)           |
| Campionul Campionilor (1–0) |
| Premier League (1–1)        |
| Altele (8–10)               |

| Rezultat | Nr. | An   | Turneu                              | Adversar în finală | Scor | Ref.   |
| -------- | --- | ---- | ----------------------------------- | ------------------ | ---- | ------ |
| Finalist | 1.  | 1998 | UK Tour – Event 4                   | Patrick Wallace    | 4–6  | [ 33 ] |
| Campion  | 1.  | 2000 | Benson & Hedges Championship        | Stuart Bingham     | 9–7  | [ 34 ] |
| Campion  | 2.  | 2001 | Challenge Tour – Event 3            | Andrew Norman      | 6–3  | [ 33 ] |
| Campion  | 3.  | 2001 | Challenge Tour – Event 4            | Luke Simmonds      | 6–2  | [ 33 ] |
| Finalist | 2.  | 2001 | WPBSA Open Tour – Event 1           | Mark Gray          | 2–5  | [ 35 ] |
| Finalist | 3.  | 2005 | Pot Black                           | Matthew Stevens    | 0–1  | [ 36 ] |
| Finalist | 4.  | 2007 | Pot Black (2)                       | Ken Doherty        | 0–1  | [ 36 ] |
| Campion  | 4.  | 2008 | Malta Cup                           | Ken Doherty        | 9–3  | [ 7 ]  |
| Finalist | 5.  | 2008 | World Series of Snooker Berlin      | Graeme Dott        | 1–6  | [ 37 ] |
| Campion  | 5.  | 2009 | World Series of Snooker Grand Final | John Higgins       | 6–2  | [ 38 ] |
| Campion  | 6.  | 2009 | World Series of Snooker Killarney   | Jimmy White        | 5–1  | [ 39 ] |
| Campion  | 7.  | 2009 | Premier League                      | Ronnie O'Sullivan  | 7–3  | [ 40 ] |
| Campion  | 8.  | 2010 | Wuxi Classic                        | Ding Junhui        | 9–8  | [ 8 ]  |
| Finalist | 6.  | 2010 | Premier League                      | Ronnie O'Sullivan  | 1–7  | [ 40 ] |
| Finalist | 7.  | 2011 | Championship League                 | Matthew Stevens    | 1–3  | [ 40 ] |
| Campion  | 9.  | 2011 | Brazil Masters                      | Graeme Dott        | 5–0  | [ 41 ] |
| Finalist | 8.  | 2012 | The Masters                         | Neil Robertson     | 6–10 | [ 42 ] |
| Finalist | 9.  | 2012 | Six-red World Championship          | Mark Davis         | 4–8  | [ 43 ] |
| Finalist | 10. | 2014 | General Cup                         | Ali Carter         | 6–7  | [ 44 ] |
| Campion  | 10. | 2015 | The Masters                         | Neil Robertson     | 10–2 | [ 45 ] |
| Campion  | 11. | 2017 | Campionul Campionilor               | Ronnie O'Sullivan  | 10–8 | [ 46 ] |
| Finalist | 11. | 2019 | Mastersul de la Shanghai            | Ronnie O'Sullivan  | 9–11 | [ 47 ] |
| Finalist | 12. | 2024 | Mastersul de la Shanghai            | Judd Trump         | 5–11 |        |
| Campion  | 12. | 2025 | The Masters                         | Kyren Wilson       | 10–7 |        |

| Rezultat | Nr. | An   | Turneu                         | Adversar în finală | Scor | Ref.   |
| -------- | --- | ---- | ------------------------------ | ------------------ | ---- | ------ |
| Finalist | 1.  | 1999 | Hannover International Masters | Matthew Couch      | 5–6  | [ 48 ] |
| Campion  | 1.  | 2008 | Paul Hunter Classic            | Mark Selby         | 4–0  | [ 49 ] |
| Campion  | 2.  | 2009 | Paul Hunter Classic (2)        | Jimmy White        | 4–0  | [ 49 ] |

| Rezultat | Nr. | An   | Turneu       | Adversar în finală | Scor | Ref.   |
| -------- | --- | ---- | ------------ | ------------------ | ---- | ------ |
| Campion  | 1.  | 2000 | English Open | Brian Salmon       | 8–1  | [ 50 ] |